# 成聖者

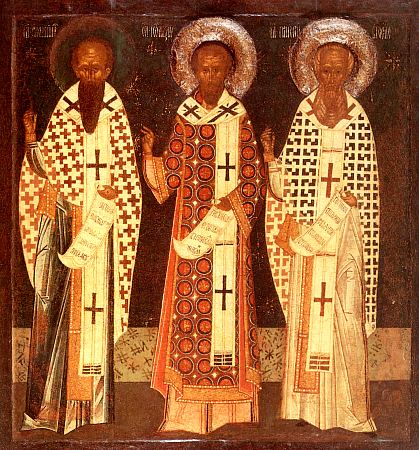
三成聖者のイコン。（16世紀、プスコフ）

成聖者（せいせいしゃ、ロシア語: святитель）とは正教会の聖人の称号。主教（総主教・府主教・大主教を含む）であった聖人にこの称号が付されて記憶される。

## 著名な成聖者
- 三成聖者…聖大ワシリイ（ヴァシリオス）・神学者グリゴリイ（グリゴリオス）・金口イオアン（イオアンニス・フリソストモス）
- ミラ・リキヤの大主教奇蹟者聖ニコライ - サンタクロースの起源との説がある。
- クリトのアンドレイ - クリトの聖アンドレイの大カノンを作成。
- セルビアの大主教聖サワ - ヒランダル修道院を創建、セルビア正教会初代首座主教。
- 聖グリゴリイ・パラマ - 静寂主義を体系化。
- モスクワの府主教奇蹟者聖フィリップ - 雷帝に諫言し致命。
- ザドンスクの奇蹟者主教聖ティーホン
- モスクワの府主教聖フィラレト
- アラスカのインノケンティ - アラスカ、カムチャツカ半島に伝道。アレウト語に各書を翻訳。
- イグナティ・ブリャンチャニノフ
- 隠遁者フェオファン
- 亜使徒日本の大主教聖ニコライ - 日本に正教を伝道。
- エギナのネクタリオス - 多才な現代ギリシャの聖人。